# Vòng bảng UEFA Europa League 2018–19
Vòng bảng UEFA Europa League 2018–19 sẽ bất đầu vào ngày 20 tháng 9 và kết thúc vào ngày 13 tháng 12 năm 2018. Tổng cộng có 48 đội cạnh tranh trong vòng bảng để xác định 32 suất tham dự vòng đấu loại trực tiếp của UEFA Europa League 2018-19.

## Lễ bốc thăm
Lễ bốc thăm vòng bảng được tổ chức vào ngày 31 tháng 8 năm 2018, lúc 13:00 CEST, tại Trung tâm diễn đàn Grimaldi ở Monaco.
48 đội được phân thành 12 bảng bốn đội, với quy tắc là các đội từ cùng một hiệp hội sẽ không cùng bảng với nhau. Đối với lễ bốc thăm, các đội được chia thành bốn nhóm hạt giống dựa trên hệ số câu lạc bộ UEFA năm 2018 của họ.
Vào ngày 17 tháng 7 năm 2014, UEFA quyết định rằng các câu lạc bộ Ukraina và Nga sẽ không được thi đấu với nhau "cho đến khi có thông báo mới nhất" do tình trạng chính trị bất ổn giữa 2 quốc gia.
Thêm vào đó, lễ bốc thăm được kiểm soát sao cho các đội từ cùng một hiệp hội được chia đều thành hai nhóm sáu bảng đấu (A–F, G–L) nhằm mục đích tối đa hóa việc phát sóng truyền hình. Tại mỗi lượt trận, một nhóm sáu bảng đấu thi đấu vào lúc 18:55 CEST/CET, trong khi nhóm sáu bảng còn lại thi đấu vào lúc 21:00 CEST/CET. Thứ tự thi đấu của 2 nhóm thay đổi giữa mỗi lượt trận.
Các cặp đấu được xác định sau lễ bốc thăm, sử dụng máy vi tính để bốc thăm không công khai, với trình tự các trận đấu như sau (Quy định Điều 15.02):
Lưu ý: Các vị trí để sắp xếp lịch thi đấu không sử dụng các nhóm hạt giống. Ví dụ: Đội 1 không nhất thiết phải là đội từ nhóm 1 trong lễ bốc thăm.
| Lượt trận          | Thời gian            | Các trận đấu |
| ------------------ | -------------------- | ------------ |
| Lượt trận thứ nhất | 20 tháng 9 năm 2018  | 2 v 3, 4 v 1 |
| Lượt trận thứ hai  | 4 tháng 10 năm 2018  | 1 v 2, 3 v 4 |
| Lượt trận thứ ba   | 25 tháng 10 năm 2018 | 3 v 1, 2 v 4 |
| Lượt trận thứ tư   | 8 tháng 11 năm 2018  | 1 v 3, 4 v 2 |
| Lượt trận thứ năm  | 29 tháng 11 năm 2018 | 3 v 2, 1 v 4 |
| Lượt trận thứ sáu  | 13 tháng 12 năm 2018 | 2 v 1, 4 v 3 |

Có một số quy định hạn chế về lịch thi đấu: ví dụ, các đội từ cùng một thành phố (như là Arsenal và Chelsea) không chơi trên sân nhà trong cùng một lượt trận (để tránh các đội từ cùng một thành phố chơi trên sân nhà trong cùng một ngày, vì lý do hậu cần và kiểm soát cổ động viên), và các đội thuộc các "quốc gia giá lạnh" (ví dụ như Nga) không đá trận sân nhà vào lượt trận cuối vòng bảng (do thời tiết giá lạnh).

## Các đội tham dự
Dưới đây là các đội tham dự (với hệ số câu lạc bộ UEFA 2018 của họ), được xếp nhóm theo nhóm hạt giống của họ. Họ bao gồm:
- 17 đội tham dự vòng bảng
- 21 đội thắng vòng play-off (8 đội từ Nhóm các đội vô địch giải quốc nội, 13 đội từ Nhóm chính)
- 6 đội thua vòng play-off Champions League (4 đội từ Nhóm các đội vô địch giải quốc nội, 2 đội từ Nhóm các đội không vô địch giải quốc nội)
- 4 đội thua vòng loại thứ ba Champions League thuộc Nhóm các đội không vô địch giải quốc nội.

| Chú thích màu sắc                                 |
| ------------------------------------------------- |
| Đội đứng nhất và nhì bảng đi tiếp vào vòng 32 đội |
| Tất cả các đội khác bị loại                       |

| Đội                           | Hệ số   |
| ----------------------------- | ------- |
| Sevilla[EL-MP]                | 113.000 |
| Arsenal                       | 93.000  |
| Chelsea                       | 82.000  |
| Zenit Saint Petersburg[EL-MP] | 78.000  |
| Bayer Leverkusen              | 66.000  |
| Dynamo Kyiv[CL-LP]            | 62.000  |
| Beşiktaş[EL-MP]               | 57.000  |
| Red Bull Salzburg[CL-CP]      | 55.500  |
| Olympiacos[EL-MP]             | 54.000  |
| Villarreal                    | 52.000  |
| Anderlecht                    | 48.000  |
| Lazio                         | 41.000  |

| Đội                       | Hệ số  |
| ------------------------- | ------ |
| Sporting CP               | 40.000 |
| Ludogorets Razgrad[EL-CP] | 37.000 |
| Copenhagen[EL-MP]         | 34.000 |
| Marseille                 | 32.000 |
| Celtic[EL-CP]             | 31.000 |
| PAOK[CL-LP]               | 29.500 |
| Milan                     | 28.000 |
| Genk[EL-MP]               | 27.000 |
| Fenerbahçe[CL-LQ]         | 23.500 |
| Krasnodar                 | 23.500 |
| Astana[EL-CP]             | 21.750 |
| Rapid Wien[EL-MP]         | 21.500 |

| Đội                   | Hệ số  |
| --------------------- | ------ |
| Real Betis            | 21.399 |
| Qarabağ[EL-CP]        | 20.500 |
| BATE Borisov[CL-CP]   | 20.500 |
| Dinamo Zagreb[CL-CP]  | 17.500 |
| RB Leipzig[EL-MP]     | 17.000 |
| Eintracht Frankfurt   | 14.285 |
| Malmö FF[EL-CP]       | 14.000 |
| Spartak Moscow[CL-LQ] | 13.500 |
| Standard Liège[CL-LQ] | 12.500 |
| Zürich                | 12.000 |
| Bordeaux[EL-MP]       | 11.283 |
| Rennes                | 11.283 |

| Đội                     | Hệ số  |
| ----------------------- | ------ |
| Apollon Limassol[EL-MP] | 10.000 |
| Rosenborg[EL-CP]        | 9.000  |
| Vorskla Poltava         | 8.226  |
| Slavia Prague[CL-LQ]    | 7.500  |
| Akhisarspor             | 7.160  |
| Jablonec                | 6.035  |
| AEK Larnaca[EL-MP]      | 4.310  |
| MOL Vidi[CL-CP]         | 4.250  |
| Rangers[EL-MP]          | 3.725  |
| F91 Dudelange[EL-CP]    | 3.500  |
| Spartak Trnava[EL-CP]   | 3.500  |
| Sarpsborg 08[EL-MP]     | 3.485  |

Ghi chú
1. EL-CP Đội thắng vòng play-off (Nhóm các đội vô địch giải quốc nội).
2. EL-MP Đội thắng vòng play-off (Nhóm chính).
3. CL-CP Đội thua vòng play-off Champions League (Nhóm các đội vô địch giải quốc nội).
4. CL-LP Đội thua vòng play-off Champions League (Nhóm các đội không vô địch giải quốc nội).
5. CL-LQ Đội thua vòng loại thứ ba Champions League (Nhóm các đội không vô địch giải quốc nội).

## Thể thức
Ở mỗi bảng đấu, các đội đối đầu với nhau theo thể thức vòng tròn 2 lượt. Đội nhất và nhì bảng tiến vào vòng 32 đội, nơi họ tham dự cùng với 8 đội đứng thứ ba vòng bảng Champions League.

### Tiêu chí xếp hạng
Các đội được xếp hạng theo điểm số (3 điểm cho một chiến thắng, 1 điểm cho một trận hòa, 0 điểm cho một trận thua), và nếu hai hay nhiều đội bằng điểm với nhau, các tiêu chí xếp hạng sau đây được áp dụng, theo thứ tự được thể hiện, để xác định thứ hạng (Quy định Điều 16.01):
1. Số điểm trong các trận đấu đối đầu giữa các đội bằng điểm;
2. Hiệu số bàn thắng thua trong các trận đấu đối đầu giữa các đội bằng điểm;
3. Số bàn thắng ghi được trong các trận đấu đối đầu giữa các đội bằng điểm;
4. Số bàn thắng trên sân khách ghi được trong các trận đấu đối đầu giữa các đội bằng điểm;
5. Nếu có nhiều hơn 2 đội bằng điểm, và sau khi áp dụng tất cả các tiêu chí đối đầu trên, một nhóm đội vẫn bằng điểm, tất cả các tiêu chí đối đầu trên được áp dụng lại dành riêng cho nhóm đội này;
6. Hiệu số bàn thắng thua trong tất cả các trận đấu vòng bảng;
7. Số bàn thắng ghi được trong tất cả các trận đấu vòng bảng;
8. Số bàn thắng trên sân khách ghi được trong tất cả các trận đấu vòng bảng;
9. Số trận thắng trong tất cả các trận đấu vòng bảng;
10. Điểm kỉ luật (thẻ đỏ = 3 điểm, thẻ vàng = 1 điểm, bị truất quyền thi đấu do phải nhận hai thẻ vàng trong một trận đấu = 3 điểm);
11. Hệ số câu lạc bộ UEFA.

## Các bảng đấu
Các lượt trận được diễn ra vào các ngày 20 tháng 9, 4 tháng 10, 25 tháng 10, 8 tháng 11, 29 tháng 11, và 13 tháng 12 năm 2018. Các trận đấu được diễn ra lúc 18:55 và 21:00 CEST/CET, với những trường hợp ngoại lệ có thể xảy ra.
Thời gian thi đấu tới ngày 27 tháng 10 năm 2018 (lượt trận thứ 1-3) đều theo múi giờ CEST (UTC+2), các lượt trận về sau (lượt trận thứ 4-6) đều theo múi giờ CET (UTC+1), được liệt kê bởi UEFA (giờ địa phương, nếu khác nhau thì được hiển thị trong dấu ngoặc).

### Bảng A
| VT | Đội                | ST | T | H | B | BT | BB | HS | Đ  | Giành quyền tham dự                 |     | LEV | ZUR | AKL | LUD |
| -- | ------------------ | -- | - | - | - | -- | -- | -- | -- | ----------------------------------- | --- | --- | --- | --- | --- |
| 1  | Bayer Leverkusen   | 6  | 4 | 1 | 1 | 16 | 9  | +7 | 13 | Đi tiếp vào vòng đấu loại trực tiếp |     | —   | 1–0 | 4–2 | 1–1 |
| 2  | Zürich             | 6  | 3 | 1 | 2 | 7  | 6  | +1 | 10 | Đi tiếp vào vòng đấu loại trực tiếp |     | 3–2 | —   | 1–2 | 1–0 |
| 3  | AEK Larnaca        | 6  | 1 | 2 | 3 | 6  | 12 | −6 | 5  |                                     |     | 1–5 | 0–1 | —   | 1–1 |
| 4  | Ludogorets Razgrad | 6  | 0 | 4 | 2 | 5  | 7  | −2 | 4  |                                     | 2–3 | 1–1 | 0–0 | —   |     |

| AEK Larnaca | 0–1      | Zürich                |
| ----------- | -------- | --------------------- |
|             | Chi tiết | - Kololli 61' (ph.đ.) |

| Ludogorets Razgrad           | 2–3      | Bayer Leverkusen                      |
| ---------------------------- | -------- | ------------------------------------- |
| - Keșerü 8' - Marcelinho 31' | Chi tiết | - Havertz 38', 69' - Kiese Thelin 63' |

| Bayer Leverkusen                               | 4–2      | AEK Larnaca                      |
| ---------------------------------------------- | -------- | -------------------------------- |
| - Havertz 44' - Alario 49', 88' - Brandt 90+2' | Chi tiết | - Trichkovski 25' - Raspas 90+1' |

| Zürich        | 1–0      | Ludogorets Razgrad |
| ------------- | -------- | ------------------ |
| - Pálsson 84' | Chi tiết |                    |

| Zürich                                     | 3–2      | Bayer Leverkusen     |
| ------------------------------------------ | -------- | -------------------- |
| - Marchesano 44' - Domgjoni 59' - Odey 78' | Chi tiết | - Bellarabi 50', 54' |

| AEK Larnaca          | 1–1      | Ludogorets Razgrad |
| -------------------- | -------- | ------------------ |
| - Larena 25' (ph.đ.) | Chi tiết | - Lukoki 7'        |

| Bayer Leverkusen | 1–0      | Zürich |
| ---------------- | -------- | ------ |
| - Jedvaj 60'     | Chi tiết |        |

| Ludogorets Razgrad | 0–0      | AEK Larnaca |
| ------------------ | -------- | ----------- |
|                    | Chi tiết |             |

| Zürich        | 1–2      | AEK Larnaca                     |
| ------------- | -------- | ------------------------------- |
| - Khelifi 74' | Chi tiết | - Giannou 38' - Trichkovski 85' |

| Bayer Leverkusen | 1–1      | Ludogorets Razgrad |
| ---------------- | -------- | ------------------ |
| - Weiser 85'     | Chi tiết | - Marcelinho 69'   |

### Bảng B
| VT | Đội               | ST | T | H | B | BT | BB | HS  | Đ  | Giành quyền tham dự                 |     | SAL | CEL | RBL | ROS |
| -- | ----------------- | -- | - | - | - | -- | -- | --- | -- | ----------------------------------- | --- | --- | --- | --- | --- |
| 1  | Red Bull Salzburg | 6  | 6 | 0 | 0 | 17 | 6  | +11 | 18 | Đi tiếp vào vòng đấu loại trực tiếp |     | —   | 3–1 | 1–0 | 3–0 |
| 2  | Celtic            | 6  | 3 | 0 | 3 | 6  | 8  | −2  | 9  | Đi tiếp vào vòng đấu loại trực tiếp |     | 1–2 | —   | 2–1 | 1–0 |
| 3  | RB Leipzig        | 6  | 2 | 1 | 3 | 9  | 8  | +1  | 7  |                                     |     | 2–3 | 2–0 | —   | 1–1 |
| 4  | Rosenborg         | 6  | 0 | 1 | 5 | 4  | 14 | −10 | 1  |                                     | 2–5 | 0–1 | 1–3 | —   |     |

| RB Leipzig                 | 2–3      | Red Bull Salzburg                            |
| -------------------------- | -------- | -------------------------------------------- |
| - Laimer 70' - Poulsen 82' | Chi tiết | - Dabour 20' - Haidara 22' - Gulbrandsen 89' |

| Celtic          | 1–0      | Rosenborg |
| --------------- | -------- | --------- |
| - Griffiths 87' | Chi tiết |           |

| Rosenborg    | 1–3      | RB Leipzig                              |
| ------------ | -------- | --------------------------------------- |
| - Jebali 79' | Chi tiết | - Augustin 12' - Konaté 54' - Cunha 61' |

| Red Bull Salzburg                        | 3–1      | Celtic       |
| ---------------------------------------- | -------- | ------------ |
| - Dabour 55', 73' (ph.đ.) - Minamino 61' | Chi tiết | - Édouard 2' |

| Red Bull Salzburg                    | 3–0      | Rosenborg |
| ------------------------------------ | -------- | --------- |
| - Dabour 34', 59' (ph.đ.) - Wolf 53' | Chi tiết |           |

| RB Leipzig              | 2–0      | Celtic |
| ----------------------- | -------- | ------ |
| - Cunha 31' - Bruma 35' | Chi tiết |        |

| Rosenborg                    | 2–5      | Red Bull Salzburg                                              |
| ---------------------------- | -------- | -------------------------------------------------------------- |
| - Adegbenro 52' - Jensen 62' | Chi tiết | - Minamino 6', 19', 45' - Gulbrandsen 37' - Hovland 57' (l.n.) |

| Celtic                      | 2–1      | RB Leipzig     |
| --------------------------- | -------- | -------------- |
| - Tierney 11' - Édouard 79' | Chi tiết | - Augustin 78' |

| Red Bull Salzburg | 1–0      | RB Leipzig |
| ----------------- | -------- | ---------- |
| - Gulbrandsen 74' | Chi tiết |            |

| Rosenborg | 0–1      | Celtic         |
| --------- | -------- | -------------- |
|           | Chi tiết | - Sinclair 42' |

### Bảng C
| VT | Đội                    | ST | T | H | B | BT | BB | HS | Đ  | Giành quyền tham dự                 |     | ZEN | SLP | BOR | KOB |
| -- | ---------------------- | -- | - | - | - | -- | -- | -- | -- | ----------------------------------- | --- | --- | --- | --- | --- |
| 1  | Zenit Saint Petersburg | 6  | 3 | 2 | 1 | 6  | 5  | +1 | 11 | Đi tiếp vào vòng đấu loại trực tiếp |     | —   | 1–0 | 2–1 | 1–0 |
| 2  | Slavia Prague          | 6  | 3 | 1 | 2 | 4  | 3  | +1 | 10 | Đi tiếp vào vòng đấu loại trực tiếp |     | 2–0 | —   | 1–0 | 0–0 |
| 3  | Bordeaux               | 6  | 2 | 1 | 3 | 6  | 6  | 0  | 7  |                                     |     | 1–1 | 2–0 | —   | 1–2 |
| 4  | Copenhagen             | 6  | 1 | 2 | 3 | 3  | 5  | −2 | 5  |                                     | 1–1 | 0–1 | 0–1 | —   |     |

| Copenhagen     | 1–1      | Zenit Saint Petersburg |
| -------------- | -------- | ---------------------- |
| - Sotiriou 63' | Chi tiết | - Mak 44'              |

| Slavia Prague | 1–0      | Bordeaux |
| ------------- | -------- | -------- |
| - Zmrhal 35'  | Chi tiết |          |

| Bordeaux       | 1–2      | Copenhagen                  |
| -------------- | -------- | --------------------------- |
| - Sankharé 84' | Chi tiết | - Sotiriou 42' - Skov 90+2' |

| Zenit Saint Petersburg | 1–0      | Slavia Prague |
| ---------------------- | -------- | ------------- |
| - Kokorin 80'          | Chi tiết |               |

| Zenit Saint Petersburg      | 2–1      | Bordeaux     |
| --------------------------- | -------- | ------------ |
| - Dzyuba 40' - Kuzyayev 85' | Chi tiết | - Briand 26' |

| Copenhagen | 0–1      | Slavia Prague  |
| ---------- | -------- | -------------- |
|            | Chi tiết | - Matoušek 46' |

| Bordeaux             | 1–1      | Zenit Saint Petersburg |
| -------------------- | -------- | ---------------------- |
| - Kamano 35' (ph.đ.) | Chi tiết | - Zabolotny 72'        |

| Slavia Prague | 0–0      | Copenhagen |
| ------------- | -------- | ---------- |
|               | Chi tiết |            |

| Zenit Saint Petersburg | 1–0      | Copenhagen |
| ---------------------- | -------- | ---------- |
| - Mak 59'              | Chi tiết |            |

| Bordeaux                         | 2–0      | Slavia Prague |
| -------------------------------- | -------- | ------------- |
| - De Préville 49' - Koundé 90+5' | Chi tiết |               |

### Bảng D
| VT | Đội            | ST | T | H | B | BT | BB | HS | Đ  | Giành quyền tham dự                 |     | DZG | FEN | SPT | AND |
| -- | -------------- | -- | - | - | - | -- | -- | -- | -- | ----------------------------------- | --- | --- | --- | --- | --- |
| 1  | Dinamo Zagreb  | 6  | 4 | 2 | 0 | 11 | 3  | +8 | 14 | Đi tiếp vào vòng đấu loại trực tiếp |     | —   | 4–1 | 3–1 | 0–0 |
| 2  | Fenerbahçe     | 6  | 2 | 2 | 2 | 7  | 7  | 0  | 8  | Đi tiếp vào vòng đấu loại trực tiếp |     | 0–0 | —   | 2–0 | 2–0 |
| 3  | Spartak Trnava | 6  | 2 | 1 | 3 | 4  | 7  | −3 | 7  |                                     |     | 1–2 | 1–0 | —   | 1–0 |
| 4  | Anderlecht     | 6  | 0 | 3 | 3 | 2  | 7  | −5 | 3  |                                     | 0–2 | 2–2 | 0–0 | —   |     |

| Spartak Trnava | 1–0      | Anderlecht |
| -------------- | -------- | ---------- |
| - Oravec 79'   | Chi tiết |            |

| Dinamo Zagreb                               | 4–1      | Fenerbahçe       |
| ------------------------------------------- | -------- | ---------------- |
| - Šunjić 16' - Hajrović 27', 57' - Olmo 60' | Chi tiết | - Neustädter 47' |

| Fenerbahçe         | 2–0      | Spartak Trnava |
| ------------------ | -------- | -------------- |
| - Slimani 52', 69' | Chi tiết |                |

| Anderlecht | 0–2      | Dinamo Zagreb                      |
| ---------- | -------- | ---------------------------------- |
|            | Chi tiết | - Hajrović 19' (ph.đ.) - Gojak 68' |

| Anderlecht         | 2–2      | Fenerbahçe                |
| ------------------ | -------- | ------------------------- |
| - Bakkali 35', 50' | Chi tiết | - Frey 53' - Kaldırım 57' |

| Spartak Trnava | 1–2      | Dinamo Zagreb                |
| -------------- | -------- | ---------------------------- |
| - Ghorbani 32' | Chi tiết | - Gavranović 64' - Oršić 77' |

| Fenerbahçe                | 2–0      | Anderlecht |
| ------------------------- | -------- | ---------- |
| - Valbuena 71' - Frey 74' | Chi tiết |            |

| Dinamo Zagreb                               | 3–1      | Spartak Trnava       |
| ------------------------------------------- | -------- | -------------------- |
| - Gojak 22' - Kadlec 36' (l.n.) - Oršić 79' | Chi tiết | - Chanturishvili 63' |

| Anderlecht | 0–0      | Spartak Trnava |
| ---------- | -------- | -------------- |
|            | Chi tiết |                |

| Fenerbahçe | 0–0      | Dinamo Zagreb |
| ---------- | -------- | ------------- |
|            | Chi tiết |               |

### Bảng E
| VT | Đội             | ST | T | H | B | BT | BB | HS  | Đ  | Giành quyền tham dự                 |     | ARS | SPO | VOR | QRB |
| -- | --------------- | -- | - | - | - | -- | -- | --- | -- | ----------------------------------- | --- | --- | --- | --- | --- |
| 1  | Arsenal         | 6  | 5 | 1 | 0 | 12 | 2  | +10 | 16 | Đi tiếp vào vòng đấu loại trực tiếp |     | —   | 0–0 | 4–2 | 1–0 |
| 2  | Sporting CP     | 6  | 4 | 1 | 1 | 13 | 3  | +10 | 13 | Đi tiếp vào vòng đấu loại trực tiếp |     | 0–1 | —   | 3–0 | 2–0 |
| 3  | Vorskla Poltava | 6  | 1 | 0 | 5 | 4  | 13 | −9  | 3  |                                     |     | 0–3 | 1–2 | —   | 0–1 |
| 4  | Qarabağ         | 6  | 1 | 0 | 5 | 2  | 13 | −11 | 3  |                                     | 0–3 | 1–6 | 0–1 | —   |     |

1. 1 2  Hiệu số bàn thắng trong tất cả các trận đấu bảng: Vorskla Poltava –9, Qarabağ –11.

| Sporting CP                 | 2–0      | Qarabağ |
| --------------------------- | -------- | ------- |
| - Raphinha 54' - Cabral 88' | Chi tiết |         |

| Arsenal                                        | 4–2      | Vorskla Poltava                 |
| ---------------------------------------------- | -------- | ------------------------------- |
| - Aubameyang 32', 56' - Welbeck 48' - Özil 74' | Chi tiết | - Chesnakov 77' - Sharpar 90+4' |

| Vorskla Poltava | 1–2      | Sporting CP                    |
| --------------- | -------- | ------------------------------ |
| - Kulach 10'    | Chi tiết | - Montero 90+1' - Cabral 90+3' |

| Qarabağ | 0–3      | Arsenal                                                |
| ------- | -------- | ------------------------------------------------------ |
|         | Chi tiết | - Papastathopoulos 4' - Smith Rowe 53' - Guendouzi 80' |

| Qarabağ | 0–1      | Vorskla Poltava |
| ------- | -------- | --------------- |
|         | Chi tiết | - Kulach 48'    |

| Sporting CP | 0–1      | Arsenal       |
| ----------- | -------- | ------------- |
|             | Chi tiết | - Welbeck 77' |

| Vorskla Poltava | 0–1      | Qarabağ                  |
| --------------- | -------- | ------------------------ |
|                 | Chi tiết | - Abdullayev 13' (ph.đ.) |

| Arsenal | 0–0      | Sporting CP |
| ------- | -------- | ----------- |
|         | Chi tiết |             |

| Qarabağ      | 1–6      | Sporting CP                                                        |
| ------------ | -------- | ------------------------------------------------------------------ |
| - Zoubir 14' | Chi tiết | - Dost 5' (ph.đ.) - Fernandes 20', 75' - Nani 33' - Diaby 65', 82' |

| Vorskla Poltava | 0–3      | Arsenal                                             |
| --------------- | -------- | --------------------------------------------------- |
|                 | Chi tiết | - Smith Rowe 11' - Ramsey 27' (ph.đ.) - Willock 41' |

### Bảng F
| VT | Đội           | ST | T | H | B | BT | BB | HS  | Đ  | Giành quyền tham dự                 |     | BET | OLY | MIL | DUD |
| -- | ------------- | -- | - | - | - | -- | -- | --- | -- | ----------------------------------- | --- | --- | --- | --- | --- |
| 1  | Real Betis    | 6  | 3 | 3 | 0 | 7  | 2  | +5  | 12 | Đi tiếp vào vòng đấu loại trực tiếp |     | —   | 1–0 | 1–1 | 3–0 |
| 2  | Olympiacos    | 6  | 3 | 1 | 2 | 11 | 6  | +5  | 10 | Đi tiếp vào vòng đấu loại trực tiếp |     | 0–0 | —   | 3–1 | 5–1 |
| 3  | Milan         | 6  | 3 | 1 | 2 | 12 | 9  | +3  | 10 |                                     |     | 1–2 | 3–1 | —   | 5–2 |
| 4  | F91 Dudelange | 6  | 0 | 1 | 5 | 3  | 16 | −13 | 1  |                                     | 0–0 | 0–2 | 0–1 | —   |     |

1. 1 2  Hiệu số bàn thắng trong tất cả các trận đấu bảng: Olympiacos +5, Milan +3.

| F91 Dudelange | 0–1      | Milan         |
| ------------- | -------- | ------------- |
|               | Chi tiết | - Higuaín 59' |

| Olympiacos | 0–0      | Real Betis |
| ---------- | -------- | ---------- |
|            | Chi tiết |            |

| Real Betis                                | 3–0      | F91 Dudelange |
| ----------------------------------------- | -------- | ------------- |
| - Sanabria 56' - Lo Celso 80' - Tello 88' | Chi tiết |               |

| Milan                            | 3–1      | Olympiacos     |
| -------------------------------- | -------- | -------------- |
| - Cutrone 70', 79' - Higuaín 76' | Chi tiết | - Guerrero 14' |

| Milan         | 1–2      | Real Betis                    |
| ------------- | -------- | ----------------------------- |
| - Cutrone 83' | Chi tiết | - Sanabria 30' - Lo Celso 54' |

| F91 Dudelange | 0–2      | Olympiacos                      |
| ------------- | -------- | ------------------------------- |
|               | Chi tiết | - Torosidis 66' - Fortounis 81' |

| Real Betis     | 1–1      | Milan      |
| -------------- | -------- | ---------- |
| - Lo Celso 12' | Chi tiết | - Suso 62' |

| Olympiacos                                                                | 5–1      | F91 Dudelange |
| ------------------------------------------------------------------------- | -------- | ------------- |
| - Torosidis 6' - Fortounis 15', 36' - Christodoulopoulos 26' - Hassan 71' | Chi tiết | - Sinani 69'  |

| Milan                                                                                 | 5–2      | F91 Dudelange            |
| ------------------------------------------------------------------------------------- | -------- | ------------------------ |
| - Cutrone 21' - Stélvio 66' (l.n.) - Çalhanoğlu 70' - Schnell 77' (l.n.) - Borini 80' | Chi tiết | - Stolz 39' - Turpel 49' |

| Real Betis    | 1–0      | Olympiacos |
| ------------- | -------- | ---------- |
| - Canales 39' | Chi tiết |            |

### Bảng G
| VT | Đội            | ST | T | H | B | BT | BB | HS | Đ  | Giành quyền tham dự                 |     | VIL | RW  | RAN | SPM |
| -- | -------------- | -- | - | - | - | -- | -- | -- | -- | ----------------------------------- | --- | --- | --- | --- | --- |
| 1  | Villarreal     | 6  | 2 | 4 | 0 | 12 | 5  | +7 | 10 | Đi tiếp vào vòng đấu loại trực tiếp |     | —   | 5–0 | 2–2 | 2–0 |
| 2  | Rapid Wien     | 6  | 3 | 1 | 2 | 6  | 9  | −3 | 10 | Đi tiếp vào vòng đấu loại trực tiếp |     | 0–0 | —   | 1–0 | 2–0 |
| 3  | Rangers        | 6  | 1 | 3 | 2 | 8  | 8  | 0  | 6  |                                     |     | 0–0 | 3–1 | —   | 0–0 |
| 4  | Spartak Moscow | 6  | 1 | 2 | 3 | 8  | 12 | −4 | 5  |                                     | 3–3 | 1–2 | 4–3 | —   |     |

1. 1 2  Điểm đối đầu: Villarreal 4, Rapid Wien 1.

| Villarreal              | 2–2      | Rangers                      |
| ----------------------- | -------- | ---------------------------- |
| - Bacca 1' - Gerard 69' | Chi tiết | - Arfield 67' - Lafferty 76' |

| Rapid Wien                        | 2–0      | Spartak Moscow |
| --------------------------------- | -------- | -------------- |
| - Timofeyev 50' (l.n.) - Murg 68' | Chi tiết |                |

| Spartak Moscow                             | 3–3      | Villarreal                                              |
| ------------------------------------------ | -------- | ------------------------------------------------------- |
| - Zé Luís 34' (ph.đ.), 82' - Melgarejo 85' | Chi tiết | - Toko Ekambi 13' - Fornals 49' - Cazorla 90+6' (ph.đ.) |

| Rangers                                      | 3–1      | Rapid Wien    |
| -------------------------------------------- | -------- | ------------- |
| - Morelos 44', 90+4' - Tavernier 84' (ph.đ.) | Chi tiết | - Berisha 42' |

| Rangers | 0–0      | Spartak Moscow |
| ------- | -------- | -------------- |
|         | Chi tiết |                |

| Villarreal                                                                 | 5–0      | Rapid Wien |
| -------------------------------------------------------------------------- | -------- | ---------- |
| - Fornals 26' - Toko Ekambi 30' - Barać 45' (l.n.) - Raba 63' - Gerard 85' | Chi tiết |            |

| Spartak Moscow                                                      | 4–3      | Rangers                                             |
| ------------------------------------------------------------------- | -------- | --------------------------------------------------- |
| - Melgarejo 22' - Goldson 35' (l.n.) - Luiz Adriano 58' - Hanni 59' | Chi tiết | - Eremenko 5' (l.n.) - Candeias 27' - Middleton 41' |

| Rapid Wien | 0–0      | Villarreal |
| ---------- | -------- | ---------- |
|            | Chi tiết |            |

| Spartak Moscow | 1–2      | Rapid Wien                         |
| -------------- | -------- | ---------------------------------- |
| - Zé Luís 20'  | Chi tiết | - Müldür 80' - Schobesberger 90+1' |

| Rangers | 0–0      | Villarreal |
| ------- | -------- | ---------- |
|         | Chi tiết |            |

### Bảng H
| VT | Đội                 | ST | T | H | B | BT | BB | HS  | Đ  | Giành quyền tham dự                 |     | FRA | LAZ | APL | MAR |
| -- | ------------------- | -- | - | - | - | -- | -- | --- | -- | ----------------------------------- | --- | --- | --- | --- | --- |
| 1  | Eintracht Frankfurt | 6  | 6 | 0 | 0 | 17 | 5  | +12 | 18 | Đi tiếp vào vòng đấu loại trực tiếp |     | —   | 4–1 | 2–0 | 4–0 |
| 2  | Lazio               | 6  | 3 | 0 | 3 | 9  | 11 | −2  | 9  | Đi tiếp vào vòng đấu loại trực tiếp |     | 1–2 | —   | 2–1 | 2–1 |
| 3  | Apollon Limassol    | 6  | 2 | 1 | 3 | 10 | 10 | 0   | 7  |                                     |     | 2–3 | 2–0 | —   | 2–2 |
| 4  | Marseille           | 6  | 0 | 1 | 5 | 6  | 16 | −10 | 1  |                                     | 1–2 | 1–3 | 1–3 | —   |     |

| Marseille    | 1–2      | Eintracht Frankfurt     |
| ------------ | -------- | ----------------------- |
| - Ocampos 3' | Chi tiết | - Torró 52' - Jović 89' |

| Lazio                                     | 2–1      | Apollon Limassol |
| ----------------------------------------- | -------- | ---------------- |
| - Luis Alberto 14' - Immobile 84' (ph.đ.) | Chi tiết | - Zelaya 87'     |

| Apollon Limassol            | 2–2      | Marseille                      |
| --------------------------- | -------- | ------------------------------ |
| - Marković 74' - Zelaya 90' | Chi tiết | - Payet 50' - Luiz Gustavo 67' |

| Eintracht Frankfurt                           | 4–1      | Lazio        |
| --------------------------------------------- | -------- | ------------ |
| - Da Costa 4', 90+4' - Kostić 28' - Jović 52' | Chi tiết | - Parolo 23' |

| Eintracht Frankfurt       | 2–0      | Apollon Limassol |
| ------------------------- | -------- | ---------------- |
| - Kostić 13' - Haller 32' | Chi tiết |                  |

| Marseille   | 1–3      | Lazio                                     |
| ----------- | -------- | ----------------------------------------- |
| - Payet 86' | Chi tiết | - Wallace 10' - Caicedo 59' - Marušić 90' |

| Apollon Limassol            | 2–3      | Eintracht Frankfurt                      |
| --------------------------- | -------- | ---------------------------------------- |
| - Zelaya 71', 90+4' (ph.đ.) | Chi tiết | - Jović 17' - Haller 55' - Gaćinović 58' |

| Lazio                       | 2–1      | Marseille     |
| --------------------------- | -------- | ------------- |
| - Parolo 45+1' - Correa 55' | Chi tiết | - Thauvin 60' |

| Eintracht Frankfurt                                         | 4–0      | Marseille |
| ----------------------------------------------------------- | -------- | --------- |
| - Jović 2', 67' - Luiz Gustavo 17' (l.n.) - Sarr 62' (l.n.) | Chi tiết |           |

| Apollon Limassol             | 2–0      | Lazio |
| ---------------------------- | -------- | ----- |
| - Faupala 31' - Marković 82' | Chi tiết |       |

### Bảng I
| VT | Đội          | ST | T | H | B | BT | BB | HS | Đ  | Giành quyền tham dự                 |     | GNK | MAL | BES | SRP |
| -- | ------------ | -- | - | - | - | -- | -- | -- | -- | ----------------------------------- | --- | --- | --- | --- | --- |
| 1  | Genk         | 6  | 3 | 2 | 1 | 14 | 8  | +6 | 11 | Đi tiếp vào vòng đấu loại trực tiếp |     | —   | 2–0 | 1–1 | 4–0 |
| 2  | Malmö FF     | 6  | 2 | 3 | 1 | 7  | 6  | +1 | 9  | Đi tiếp vào vòng đấu loại trực tiếp |     | 2–2 | —   | 2–0 | 1–1 |
| 3  | Beşiktaş     | 6  | 2 | 1 | 3 | 9  | 11 | −2 | 7  |                                     |     | 2–4 | 0–1 | —   | 3–1 |
| 4  | Sarpsborg 08 | 6  | 1 | 2 | 3 | 8  | 13 | −5 | 5  |                                     | 3–1 | 1–1 | 2–3 | —   |     |

| Beşiktaş                          | 3–1      | Sarpsborg 08         |
| --------------------------------- | -------- | -------------------- |
| - Babel 51' - Roco 69' - Lens 82' | Chi tiết | - Zachariassen 90+4' |

| Genk                         | 2–0      | Malmö FF |
| ---------------------------- | -------- | -------- |
| - Trossard 37' - Samatta 71' | Chi tiết |          |

| Malmö FF                                   | 2–0      | Beşiktaş |
| ------------------------------------------ | -------- | -------- |
| - Erkin 53' (l.n.) - Rosenberg 76' (ph.đ.) | Chi tiết |          |

| Sarpsborg 08                           | 3–1      | Genk           |
| -------------------------------------- | -------- | -------------- |
| - Mortensen 6', 63' - Zachariassen 54' | Chi tiết | - Trossard 49' |

| Sarpsborg 08    | 1–1      | Malmö FF       |
| --------------- | -------- | -------------- |
| - Halvorsen 87' | Chi tiết | - Vindheim 79' |

| Beşiktaş               | 2–4      | Genk                                               |
| ---------------------- | -------- | -------------------------------------------------- |
| - Vágner Love 74', 86' | Chi tiết | - Samatta 23', 70' - Ndongala 81' - Piotrowski 83' |

| Malmö FF        | 1–1      | Sarpsborg 08    |
| --------------- | -------- | --------------- |
| - Antonsson 67' | Chi tiết | - Mortensen 63' |

| Genk        | 1–1      | Beşiktaş       |
| ----------- | -------- | -------------- |
| - Berge 87' | Chi tiết | - Quaresma 16' |

| Sarpsborg 08              | 2–3      | Beşiktaş                          |
| ------------------------- | -------- | --------------------------------- |
| - Muhammed 1' - Heintz 6' | Chi tiết | - Lens 62', 90' - Vágner Love 66' |

| Malmö FF                      | 2–2      | Genk                         |
| ----------------------------- | -------- | ---------------------------- |
| - Lewicki 65' - Antonsson 67' | Chi tiết | - Pozuelo 42' - Paintsil 53' |

### Bảng J
| VT | Đội            | ST | T | H | B | BT | BB | HS  | Đ  | Giành quyền tham dự                 |     | SEV | KRA | STL | AKH |
| -- | -------------- | -- | - | - | - | -- | -- | --- | -- | ----------------------------------- | --- | --- | --- | --- | --- |
| 1  | Sevilla        | 6  | 4 | 0 | 2 | 18 | 6  | +12 | 12 | Đi tiếp vào vòng đấu loại trực tiếp |     | —   | 3–0 | 5–1 | 6–0 |
| 2  | Krasnodar      | 6  | 4 | 0 | 2 | 8  | 8  | 0   | 12 | Đi tiếp vào vòng đấu loại trực tiếp |     | 2–1 | —   | 2–1 | 2–1 |
| 3  | Standard Liège | 6  | 3 | 1 | 2 | 7  | 9  | −2  | 10 |                                     |     | 1–0 | 2–1 | —   | 2–1 |
| 4  | Akhisarspor    | 6  | 0 | 1 | 5 | 4  | 14 | −10 | 1  |                                     | 2–3 | 0–1 | 0–0 | —   |     |

1. 1 2  Hiệu số bàn thắng đối đầu: Sevilla +2, Krasnodar –2.

| Sevilla                                                      | 5–1      | Standard Liège |
| ------------------------------------------------------------ | -------- | -------------- |
| - Banega 8', 74' (ph.đ.) - Vázquez 41' - Ben Yedder 49', 70' | Chi tiết | - Djenepo 39'  |

| Akhisarspor | 0–1      | Krasnodar      |
| ----------- | -------- | -------------- |
|             | Chi tiết | - Claesson 26' |

| Krasnodar                       | 2–1      | Sevilla             |
| ------------------------------- | -------- | ------------------- |
| - Pereyra 72' - Okriashvili 88' | Chi tiết | - Kaboré 43' (l.n.) |

| Standard Liège            | 2–1      | Akhisarspor |
| ------------------------- | -------- | ----------- |
| - Emond 17' - Djenepo 40' | Chi tiết | - Ayık 32'  |

| Standard Liège             | 2–1      | Krasnodar |
| -------------------------- | -------- | --------- |
| - Emond 47' - Laifis 90+3' | Chi tiết | - Ari 39' |

| Sevilla                                                                                   | 6–0      | Akhisarspor |
| ----------------------------------------------------------------------------------------- | -------- | ----------- |
| - Mesa 7' - Sarabia 9' (ph.đ.) - Lukač 35' (l.n.) - Muriel 50' - Promes 60' - Mercado 67' | Chi tiết |             |

| Krasnodar                        | 2–1      | Standard Liège |
| -------------------------------- | -------- | -------------- |
| - Suleymanov 79' - Wanderson 82' | Chi tiết | - Carcela 19'  |

| Akhisarspor           | 2–3      | Sevilla                                        |
| --------------------- | -------- | ---------------------------------------------- |
| - Manu 52' - Ayık 78' | Chi tiết | - Nolito 12' - Muriel 38' - Banega 87' (ph.đ.) |

| Krasnodar                | 2–1      | Akhisarspor    |
| ------------------------ | -------- | -------------- |
| - Gazinsky 49' - Ari 57' | Chi tiết | - Serginho 24' |

| Standard Liège | 1–0      | Sevilla |
| -------------- | -------- | ------- |
| - Djenepo 62'  | Chi tiết |         |

### Bảng K
| VT | Đội         | ST | T | H | B | BT | BB | HS | Đ  | Giành quyền tham dự                 |     | DKV | REN | AST | JAB |
| -- | ----------- | -- | - | - | - | -- | -- | -- | -- | ----------------------------------- | --- | --- | --- | --- | --- |
| 1  | Dynamo Kyiv | 6  | 3 | 2 | 1 | 10 | 7  | +3 | 11 | Đi tiếp vào vòng đấu loại trực tiếp |     | —   | 3–1 | 2–2 | 0–1 |
| 2  | Rennes      | 6  | 3 | 0 | 3 | 7  | 8  | −1 | 9  | Đi tiếp vào vòng đấu loại trực tiếp |     | 1–2 | —   | 2–0 | 2–1 |
| 3  | Astana      | 6  | 2 | 2 | 2 | 7  | 7  | 0  | 8  |                                     |     | 0–1 | 2–0 | —   | 2–1 |
| 4  | Jablonec    | 6  | 1 | 2 | 3 | 6  | 8  | −2 | 5  |                                     | 2–2 | 0–1 | 1–1 | —   |     |

| Rennes                              | 2–1      | Jablonec      |
| ----------------------------------- | -------- | ------------- |
| - Sarr 31' - Ben Arfa 90+1' (ph.đ.) | Chi tiết | - Trávník 54' |

| Dynamo Kyiv                     | 2–2      | Astana                          |
| ------------------------------- | -------- | ------------------------------- |
| - Tsyhankov 11' - Harmash 45+1' | Chi tiết | - Aničić 21' - Murtazayev 90+5' |

| Astana                            | 2–0      | Rennes |
| --------------------------------- | -------- | ------ |
| - Zaynutdinov 64' - Tomasov 90+1' | Chi tiết |        |

| Jablonec                    | 2–2      | Dynamo Kyiv                  |
| --------------------------- | -------- | ---------------------------- |
| - Hovorka 33' - Trávník 81' | Chi tiết | - Tsyhankov 8' - Harmash 14' |

| Jablonec       | 1–1      | Astana               |
| -------------- | -------- | -------------------- |
| - Považanec 4' | Chi tiết | - Pedro Henrique 11' |

| Rennes        | 1–2      | Dynamo Kyiv                    |
| ------------- | -------- | ------------------------------ |
| - Grenier 41' | Chi tiết | - Kędziora 21' - Buyalskyi 89' |

| Astana                               | 2–1      | Jablonec                 |
| ------------------------------------ | -------- | ------------------------ |
| - Pedro Henrique 18' - Postnikov 88' | Chi tiết | - Zaynutdinov 41' (l.n.) |

| Dynamo Kyiv                                   | 3–1      | Rennes           |
| --------------------------------------------- | -------- | ---------------- |
| - Verbič 13' - Mykolenko 68' - Shaparenko 72' | Chi tiết | - Siebatcheu 89' |

| Astana | 0–1      | Dynamo Kyiv  |
| ------ | -------- | ------------ |
|        | Chi tiết | - Verbič 29' |

| Jablonec | 0–1      | Rennes        |
| -------- | -------- | ------------- |
|          | Chi tiết | - Grenier 55' |

### Bảng L
| VT | Đội          | ST | T | H | B | BT | BB | HS | Đ  | Giành quyền tham dự                 |     | CHL | BATE | VID | PAOK |
| -- | ------------ | -- | - | - | - | -- | -- | -- | -- | ----------------------------------- | --- | --- | ---- | --- | ---- |
| 1  | Chelsea      | 6  | 5 | 1 | 0 | 12 | 3  | +9 | 16 | Đi tiếp vào vòng đấu loại trực tiếp |     | —   | 3–1  | 1–0 | 4–0  |
| 2  | BATE Borisov | 6  | 3 | 0 | 3 | 9  | 9  | 0  | 9  | Đi tiếp vào vòng đấu loại trực tiếp |     | 0–1 | —    | 2–0 | 1–4  |
| 3  | MOL Vidi     | 6  | 2 | 1 | 3 | 5  | 7  | −2 | 7  |                                     |     | 2–2 | 0–2  | —   | 1–0  |
| 4  | PAOK         | 6  | 1 | 0 | 5 | 5  | 12 | −7 | 3  |                                     | 0–1 | 1–3 | 0–2  | —   |      |

| PAOK | 0–1      | Chelsea      |
| ---- | -------- | ------------ |
|      | Chi tiết | - Willian 7' |

| MOL Vidi | 0–2      | BATE Borisov                   |
| -------- | -------- | ------------------------------ |
|          | Chi tiết | - Tuominen 27' - Filipenko 85' |

| BATE Borisov      | 1–4      | PAOK                                           |
| ----------------- | -------- | ---------------------------------------------- |
| Crespo 61' (l.n.) | Chi tiết | - Prijović 6' - Léo Jabá 11', 17' - Pelkas 73' |

| Chelsea    | 1–0      | MOL Vidi |
| ---------- | -------- | -------- |
| Morata 70' | Chi tiết |          |

| Chelsea                    | 3–1      | BATE Borisov |
| -------------------------- | -------- | ------------ |
| - Loftus-Cheek 2', 8', 54' | Chi tiết | - Ryas 80'   |

| PAOK | 0–2      | MOL Vidi                   |
| ---- | -------- | -------------------------- |
|      | Chi tiết | - Huszti 12' - Stopira 45' |

| BATE Borisov | 0–1      | Chelsea      |
| ------------ | -------- | ------------ |
|              | Chi tiết | - Giroud 53' |

| MOL Vidi      | 1–0      | PAOK |
| ------------- | -------- | ---- |
| - Milanov 50' | Chi tiết |      |

| BATE Borisov                 | 2–0      | MOL Vidi |
| ---------------------------- | -------- | -------- |
| - Signevich 22' - Ivanić 85' | Chi tiết |          |

| Chelsea                                          | 4–0      | PAOK |
| ------------------------------------------------ | -------- | ---- |
| - Giroud 27', 37' - Hudson-Odoi 60' - Morata 78' | Chi tiết |      |